# Ernest van der Kwast
Ernest van der Kwast (Bombay, 1º gennaio 1981) è uno scrittore olandese, di origine indiana.

## Biografia
Nato a Bombay, da madre indiana e padre olandese, ha poi vissuto e studiato nei Paesi Bassi. In gioventù si è distinto a livello nazionale nel lancio del disco, ma ha poi abbandonato l´atletica per dedicarsi agli studi in economia. Nel 2003 pubblica sotto lo pseudonimo di Yusef el Halal un suo racconto nella raccolta Man zoekt vrouw om hem gelukkig te maken che include altri giovani scrittori tra cui Steven Verhelst, Ronald Giphart, Ingmar Heytze e Jacob van Duijn. 
Il suo romanzo d´esordio è invece del 2005 Soms zijn dingen mooier als er mensen klappen (A volte le cose sono più belle quando le persone applaudono). Grazie al buon successo dell´opera decide di abbandonare gli studi universitari e dedicarsi completamente alla carriera di scrittore. La sua seconda opera, Stand In, è del 2007, ma il grande successo di pubblico è arrivato nel 2010 con il suo terzo romanzo, Mama Tandoori che racconta in chiave ironica la storia della sua famiglia soffermandosi in particolare sulla figura della madre Veena.
Dopo aver vissuto a Bolzano insieme alla compagna, con la quale ha due figli, si è trasferito di nuovo nei Paesi Bassi.

## Opere
- Man zoekt vrouw om hem gelukkig te maken (2004, con lo pseudonimo di Yusef el Halal)
- Soms zijn dingen mooier als er mensen klappen (2005)
- Stand-in (2007)
- Mama Tandoori (2010)
- L'ombelico di Giovanna (2013)